# Coscinia breyeri
Coscinia breyeri là một loài bướm đêm thuộc phân họ Arctiinae, họ Erebidae.